# Карпово (Раменский район)
Ка́рпово — село в Раменском муниципальном районе Московской области. Входит в состав сельского поселения Новохаритоновское. Население — 233 чел. (2010).

## Название
В начале XVII века и в 1646 году упоминается как Карповское, Большовское тож, на межевом плане 1784 года — Карпово. Оба названия по владельцам деревни.

## География
Село Карпово расположено в восточной части Раменского района, примерно в 19 км к востоку от города Раменское. Высота над уровнем моря 140 м. В селе 2 улицы — Покровская и Снежинка; приписано 3 СНТ. Ближайший населённый пункт — деревня Антоново.

## История
В 1926 году село являлось центром Карповского сельсовета Карповской волости Богородского уезда Московской губернии.
С 1929 года — населённый пункт в составе Раменского района Московского округа Московской области.
До муниципальной реформы 2006 года село входило в состав Новохаритоновского сельского округа Раменского района.

## Население
| 1926 | 2002 | 2010 |
| ---- | ---- | ---- |
| 552  | ↘254 | ↘233 |

В 1926 году в селе проживало 552 человека (228 мужчин, 324 женщины), насчитывалось 138 хозяйств, из которых 132 было крестьянских. По переписи 2002 года — 254 человека (103 мужчины, 151 женщина).